# Les Mariés de la tour Eiffel
Les Mariés de la tour Eiffel är en balett med libretto av Jean Cocteau, koreografi av Jean Börlin, dekor av Irène Lagut, kostymer av Jean Hugo och med musik av Georges Auric, Arthur Honegger, Darius Milhaud, Francis Poulenc och Germaine Tailleferre (fem av medlemmarna av Les Six). Verket skildrar en serie nonsenshändelser kring ett bröllopspar i Eiffeltornet och kräver två berättare. Baletten sattes upp av Svenska baletten i Paris och hade premiär på Théâtre des Champs-Élysées 1921.